# Gente del Wyoming
Gente del Wyoming (Brokeback Mountain) è un racconto di Annie Proulx, pubblicato per la prima volta negli Stati Uniti su The New Yorker nel 1997, e poi incluso nella raccolta di racconti brevi Distanza ravvicinata (Close Range: Wyoming Stories) pubblicata nel 1998.
La trasposizione cinematografica di questo romanzo breve, I segreti di Brokeback Mountain, di Ang Lee, è stata premiata con il Leone d'oro al Festival di Venezia del 2005, con quattro Golden Globe Awards e con tre Oscar. Tra il 2008 e il 2012 Charles Wuorinen (musiche) e Annie Proulx (libretto) ha scritto un adattamento operistico del racconto, debuttato al Teatro Real nel gennaio 2015.
Il 6 aprile 1999 il racconto, tradotto da Mariapaola Dèttore, esce in Italia con il titolo Gente del Wyoming per essere riedito nello stesso anno nella raccolta Distanza ravvicinata (Dalai editore).  Nel 2005 in Italia, in merito al grande successo cinematografico, il racconto è stato ripubblicato cambiando il titolo in quello del film, più simile a quello originale in lingua inglese.

## La trama
Il romanzo racconta la storia del rapporto sentimentale fra due cowboy, Jack Twist ed Ennis del Mar. Frutto di una intensa attrazione sessuale, la relazione fra i due nasce durante l'impiego comune a Brokeback Mountain (un posto immaginario del Wyoming) per la guardia di un gregge di pecore. Questa storia d'amore continuerà per vent'anni, fatti di incontri clandestini all'insaputa della moglie di Ennis Alma (che dopo alcuni anni chiederà il divorzio) e di quella di Jack Laureen, e terminerà alla morte di quest'ultimo, causata - secondo il "sopravvissuto" Ennis - dall'intolleranza sociale nei confronti dell'omosessualità (l'incidente mortale non è descritto, ma solo riferito da terzi, in modo da lasciare l'incertezza sulla dinamica dei fatti). E l'autrice, attraverso il parallelo fra questa storia e quella analoga di un omosessuale narrata all'inizio della vicenda, anch'egli morto in un "misterioso" incidente, fa capire che la violenza è un comportamento endemico nella realtà rurale quale reazione di fronte al comportamento "deviante" di due uomini che si amano.
Nella sua riflessione sulla morale omofoba l'autrice non risparmia di mostrare come essa sia condivisa dalle sue stesse vittime, che all'inizio della loro relazione tengono entrambe a specificare di non essere omosessuali. Col passare degli anni, però, in Jack matura una crescente consapevolezza della propria "diversità", e forse sarebbe anche pronto ad abbandonare tutto per vivere (magari altrove) la storia con la persona che ama, che però non ha nessuna intenzione di riconoscersi per quello che è, e soprattutto per quello che gli altri pensano che sia. Sarà questo errore a rivelarsi fatale: chiudere gli occhi su se stessi non comporta affatto riuscire a chiudere gli occhi a quanti ci circondano. Specie se sono determinati, come lo è la conservatrice e conformista società rurale in cui è ambientata la vicenda, a spiare, controllare, e punire la devianza "facendosi giustizia" da sé. Questo scritto non ha una vera e propria trama, anche per la sua relativa brevità: il suo indiscutibile fascino sta, più che nel concatenarsi degli avvenimenti, nell'atmosfera che riesce a creare, nel tono dimesso, nella caratterizzazione dei due personaggi e in quella dell'ambiente sociale (rurale, conservatore, ottuso) che li circonda.

## Edizioni
- E. Annie Proulx, Gente del Wyoming, traduzione di Mariapaola Dèttore, collana Romanzi e racconti, Baldini Castoldi Dalai, 1999,  p. 96, ISBN 88-8089-606-7.

- E. Annie Proulx, Gente del Wyoming, traduzione di Mariapaola Dèttore, collana Romanzi e racconti, Baldini Castoldi Dalai, 2005,  p. 51, ISBN 88-8490-832-9.